# Breteuil (commune déléguée)
Pour les articles homonymes, voir Breteuil et Iton (homonymie).
Breteuil, dite aussi Breteuil-sur-Iton, est une ancienne commune française située dans le département de l'Eure en région Normandie.
Elle fusionne le 1er janvier 2016 avec les communes de Cintray et La Guéroulde pour former une commune nouvelle et acquiert à cette date le statut administratif de commune déléguée. La nouvelle entité administrative prend également le nom de Breteuil.

## Géographie
Elle est située au sud de l'Eure, dans la région Normandie. C'est le chef-lieu du canton de Breteuil. Elle appartient à la communauté de communes du canton de Breteuil-sur-Iton. La commune est située à environ 100 km à l'ouest de Paris, 80 km au sud de Rouen et à 80 km au nord-ouest de Chartres.
Le territoire de la commune est principalement composé de vastes plaines et de massifs forestiers.
Breteuil-sur-Iton est l'une des 88 communes du Pays d'Accueil Touristique d'Avre, d'Eure et d'Iton[Quoi ?].
| Les Baux-de-Breteuil                                             | Le Lesme (comm. dél. de Guernanville)                      | Marbois (comm. dél. de Saint-Denis-du-Béhélan)  |
| Bémécourt Verneuil d'Avre et d'Iton (comm. dél. de Francheville) | Breteuil (commune déléguée)                                | Mesnils-sur-Iton (comm. dél. de Condé-sur-Iton) |
| La Guéroulde                                                     | Sainte-Marie-d'Attez (comm. dél. de Saint-Nicolas-d'Attez) |                                                 |

## Toponymie
Le lieu est attesté sous la forme Bretoil 1050 - 1066.
Ce type toponymique est représenté ailleurs dans la toponymie du nord de la France, puisqu'on y trouve Breteuil (Oise, Brituogilum VIe siècle), Breteil (Ille-et-Vilaine), Brethel (Orne) et Bretel (Oise, Saint-Germer-de-Fly).
Le second élément -euil est bien identifié : il résulte de l'évolution phonétique de l'appellatif gaulois ialon « terrain défriché », puis « village » (cf. gallois tir ial « terrain défriché »)
, qui explique la plupart des terminaisons -euil ou -ueil des noms de lieux anciens.
Albert Dauzat et Charles Rostaing proposent, pour le premier élément, le nom d'homme gaulois *Brittos, conjectural, selon François de Beaurepaire. En réalité, il est bien attesté selon Xavier Delamarre, mais sous les formes Brittus, Britus, Brittius, Britto.
La base Britu- de la plus ancienne attestation de Breteuil (Oise) semble montrer qu'il s'agit du gaulois britu- « jugement », « pensée », le sens serait alors celui de « clairière ou village, où l'on rend les jugements », voire « clairière de Mars », puisqu'il s'agit d'une des épithètes du Mars gaulois Britouius. Mais les Breteuil remontent à un *Britto-ialon, ce qui explique la conservation de [t].
Une confusion a pu se produire plus tard avec la dénomination latine des Bretons : Britto, Brittones.

## Héraldique
| Armes de Breteuil | Ces armes peuvent se blasonner ainsi aujourd'hui : losangé d'or et de gueules, au chef d'azur chargé de trois fleurs de lys d'or. |

## Histoire
En 1054, Breteuil est une place fortifiée par Guillaume le Conquérant, entourée de fossés alimentés par le détournement des eaux de l'Iton (bras forcé).
En 1354, à la suite du traité de Mantes, la ville est cédée par le roi Jean II le Bon à son gendre le roi Charles II de Navarre, avec de nombreuses autres terres normandes. Mais les deux hommes entrèrent rapidement en conflit, et en avril 1356 Breteuil est reprise aux Navarrais par Jean II le Bon et le maréchal Arnoul d'Audrehem. En 1358 elle fut restituée à Charles II de Navarre, mais Bertrand du Guesclin la reprit en 1371 pour le compte de Charles V. Un trou subsiste dans l'historique de la cité, car elle est de nouveau prise par Boucicaut en 1388.

## Politique et administration
Jusqu'aux élections municipales de 2020, le conseil municipal de la nouvelle commune est constitué de tous les conseillers municipaux issus des conseils des anciennes communes. Le maire de chacune d'entre elles devient maire délégué.

### Liste des maires
| Période                                  | Période          | Identité                                      | Étiquette | Qualité                                                  |
| ---------------------------------------- | ---------------- | --------------------------------------------- | --------- | -------------------------------------------------------- |
| 1807                                     | 1815             | Levacher-Laveronnerie                         |           |                                                          |
| 1815                                     | 1829             | comte Pierre Gabriel du Barrey de Bordigny    |           | Décédé en 1830 au château de Bordigny conseiller général |
| 1829                                     | 1831             | De Buhorel                                    |           |                                                          |
| 1831                                     | 1846             | Alphonse Périer de Mondonville                |           | Notaire                                                  |
| 1846                                     | 1848             | Rogier                                        |           |                                                          |
| 1848                                     | 1851             | Paul Louis Félix Levacher d'Urclé (1813-1889) |           |                                                          |
| 1851                                     | 1851             | Decorday                                      |           |                                                          |
| 1851                                     | 1852             | Rogier                                        |           |                                                          |
| 1852                                     | 1878             | Paul Louis Félix Levacher d'Urclé (1813-1889) |           |                                                          |
| 1878                                     | 1879             | Herbinet                                      |           |                                                          |
| 1879                                     | 1880             | Brière                                        |           | Médecin                                                  |
| 1880                                     | 1881             | Lemarie et Lepeu                              |           |                                                          |
| 1881                                     | 1886             | Jean Thieulin                                 |           |                                                          |
| 1886                                     | 1887             | Jean Lemaire                                  |           |                                                          |
| 1887                                     | 1909             | Spérat Olivier                                |           | Escompteur Disparaît après le 26 avril 1909              |
| 1909                                     | 1933             | Eugène Lahaye                                 |           | Médecin                                                  |
| 1933                                     | 1940             | Fernand Prévôt                                |           |                                                          |
| 1940                                     | 1953             | Théodore Pierre                               |           |                                                          |
| 1953                                     | 1959             | Henri Boyer                                   |           | Pharmacien                                               |
| 1959                                     | 1966             | Jean-Pierre Servin                            |           | Médecin                                                  |
| 1966                                     | 1971             | Pierre Poisson                                |           | Commerçant                                               |
| 1971                                     | 1999             | Maurice Duchossoy                             |           | Artisan                                                  |
| 1999                                     | 31 décembre 2015 | Gérard Chéron                                 | LR        | Artisan Conseiller départemental (depuis 2004)           |
| Les données manquantes sont à compléter. |                  |                                               |           |                                                          |

## Démographie
L'évolution du nombre d'habitants est connue à travers les recensements de la population effectués dans la commune depuis 1793. À partir du 1er janvier 2009, les populations légales des communes sont publiées annuellement dans le cadre d'un recensement qui repose désormais sur une collecte d'information annuelle, concernant successivement tous les territoires communaux au cours d'une période de cinq ans. 
Pour les communes de moins de 10 000 habitants, une enquête de recensement portant sur toute la population est réalisée tous les cinq ans, les populations légales des années intermédiaires étant quant à elles estimées par interpolation ou extrapolation. Pour la commune, le premier recensement exhaustif entrant dans le cadre du nouveau dispositif a été réalisé en 2008,.
En 2013, la commune comptait 3 221 habitants, en évolution de −4,53 % par rapport à 2008 (Eure : +2,66 %, France hors Mayotte : +2,49 %).
| 1793  | 1800  | 1806  | 1821  | 1831  | 1836  | 1841  | 1846  | 1851  |
| ----- | ----- | ----- | ----- | ----- | ----- | ----- | ----- | ----- |
| 1 974 | 1 940 | 1 805 | 1 918 | 2 049 | 1 980 | 2 153 | 2 231 | 2 142 |

| 1856  | 1861  | 1866  | 1872  | 1876  | 1881  | 1886  | 1891  | 1896  |
| ----- | ----- | ----- | ----- | ----- | ----- | ----- | ----- | ----- |
| 2 130 | 2 108 | 2 162 | 2 050 | 1 987 | 2 095 | 2 084 | 2 210 | 2 328 |

| 1901  | 1906  | 1911  | 1921  | 1926  | 1931  | 1936  | 1946  | 1954  |
| ----- | ----- | ----- | ----- | ----- | ----- | ----- | ----- | ----- |
| 2 427 | 2 476 | 2 278 | 2 231 | 2 253 | 2 228 | 2 151 | 2 351 | 2 506 |

| 1962  | 1968  | 1975  | 1982  | 1990  | 1999  | 2008  | 2013  | - |
| ----- | ----- | ----- | ----- | ----- | ----- | ----- | ----- | - |
| 2 696 | 3 026 | 3 370 | 3 343 | 3 351 | 3 473 | 3 374 | 3 221 | - |

## Lieux et monuments
- L'église Saint-Sulpice, de style roman, des XIIe et XVIe siècles, inscrite au titre des monuments historiques en 1932[13]. Plusieurs étapes de construction se sont succédé jusqu'à l'édifice actuel. Cette église originellement en bois est mentionnée avant 1015 où elle subit une reconstruction en pierre et mortier. Ravagée par un incendie en 1138, elle est de nouveau reconstruite en pierre (grison). Elle est cédée par Guillaume de Crépon au milieu du XIe siècle et rattachée à l'abbaye de Lyre.

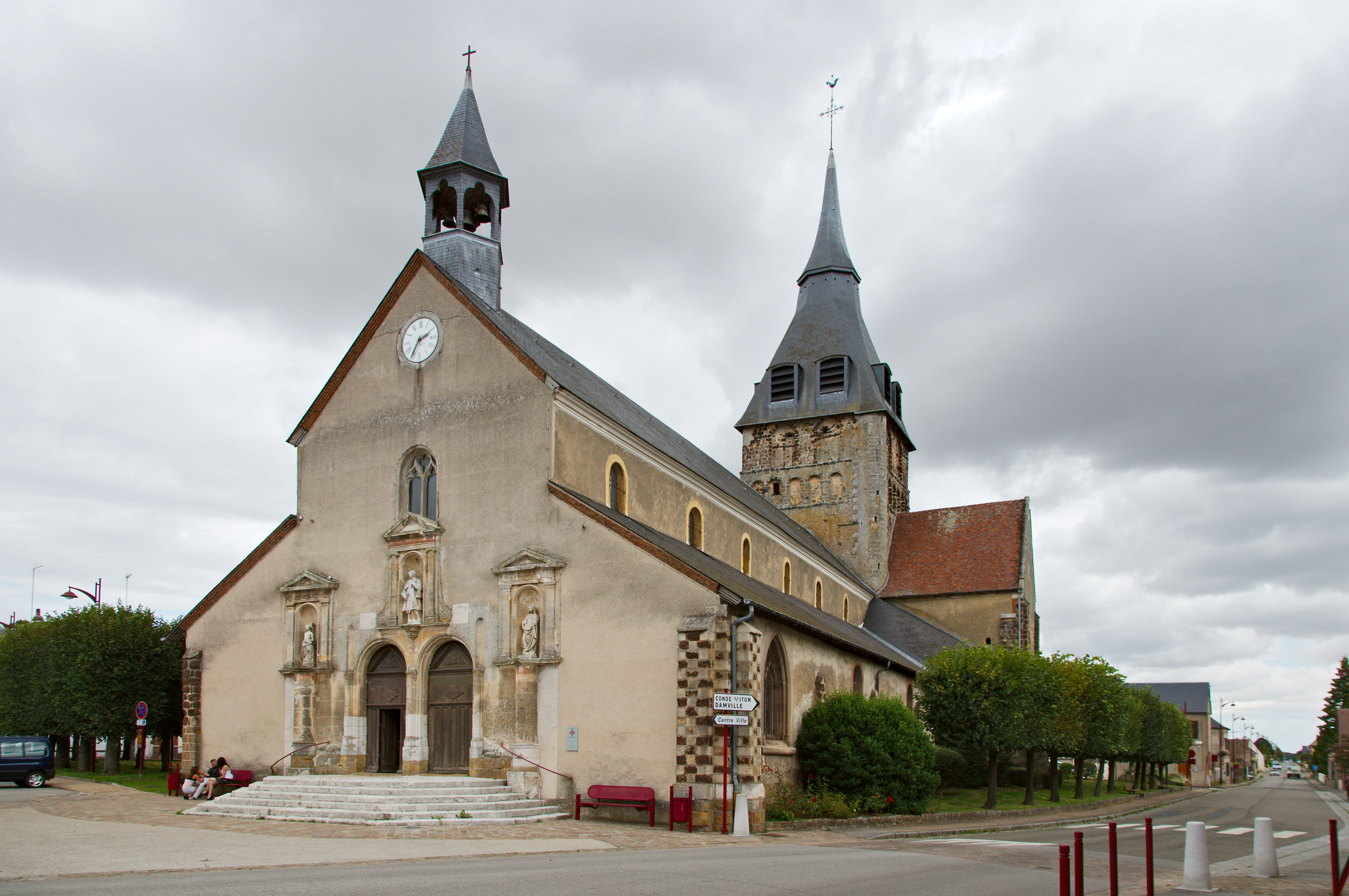
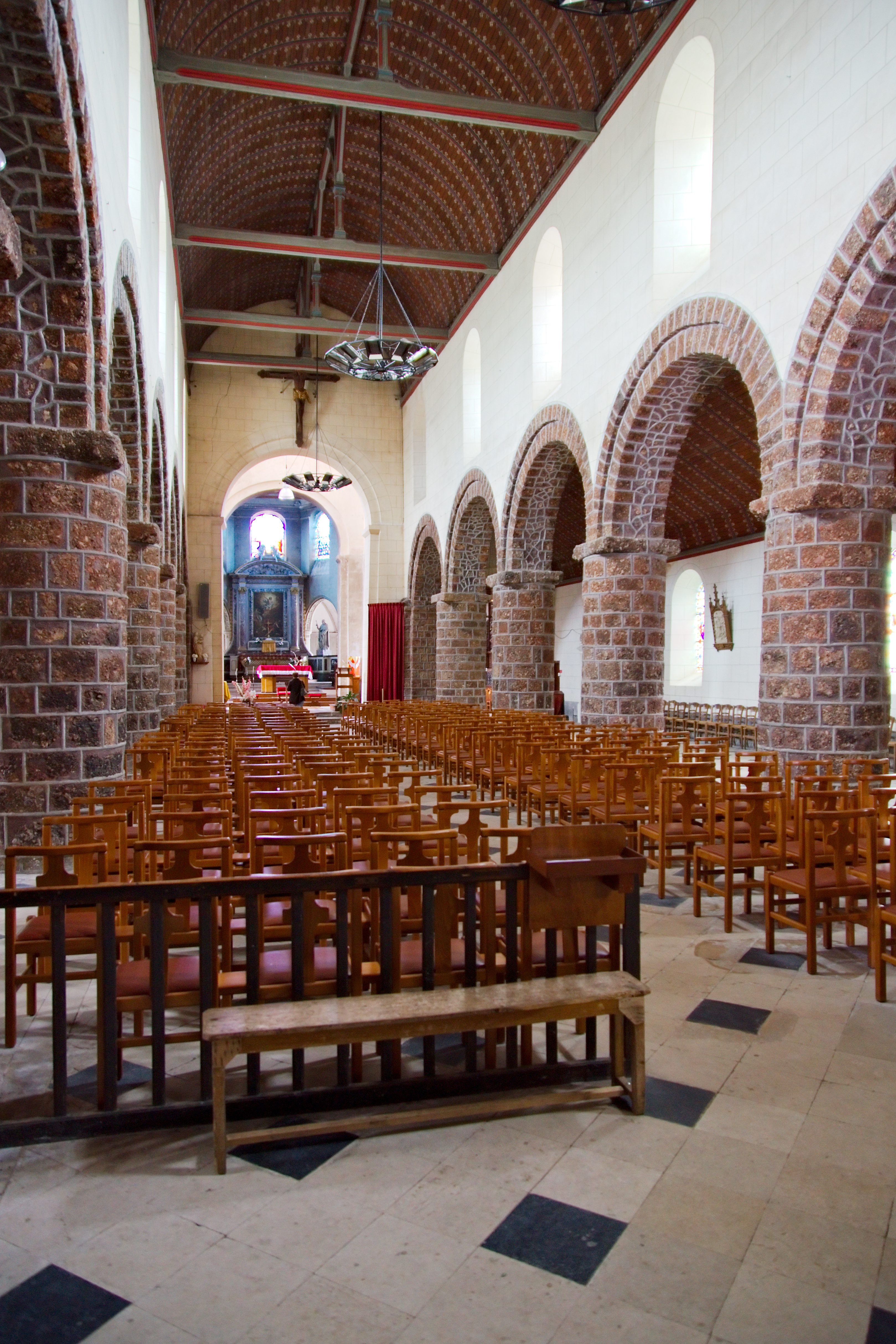
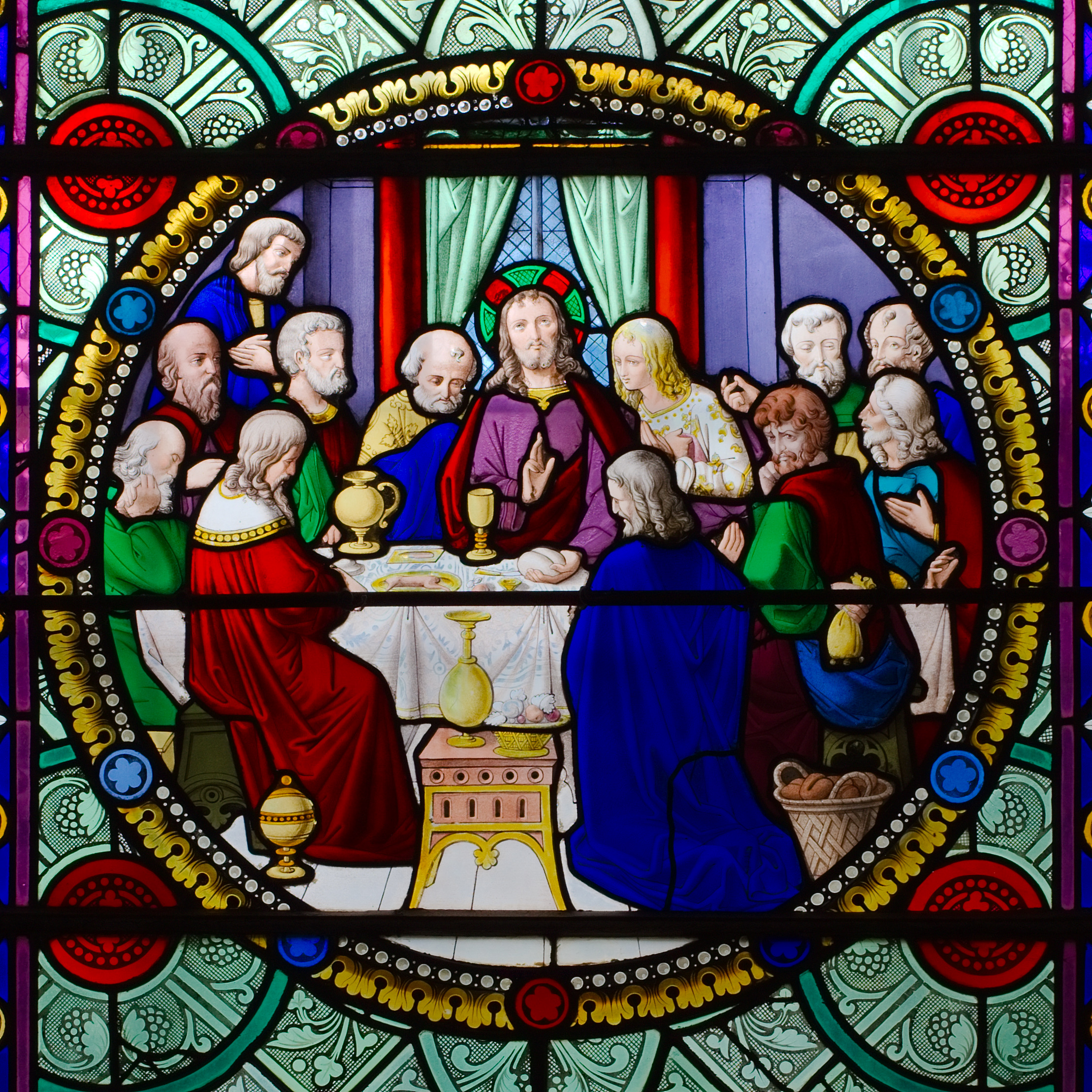
Vitrail représentant L’institution de l’Eucharistie, la Cène, dans l’église Saint-Sulpice à Breteuil-sur-Iton.
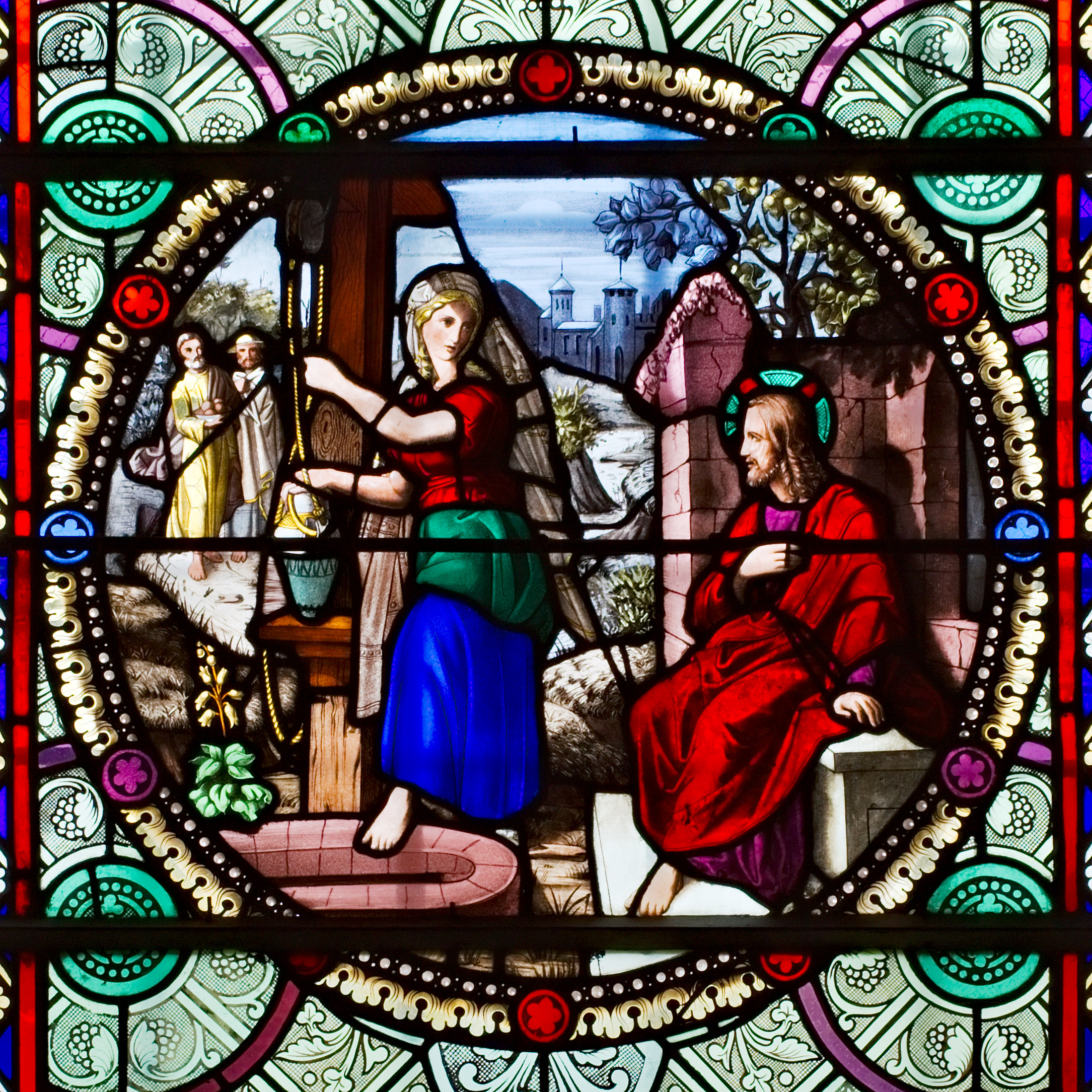
Vitrail représentant la Samaritaine, dans l’église Saint-Sulpice à Breteuil-sur-Iton.
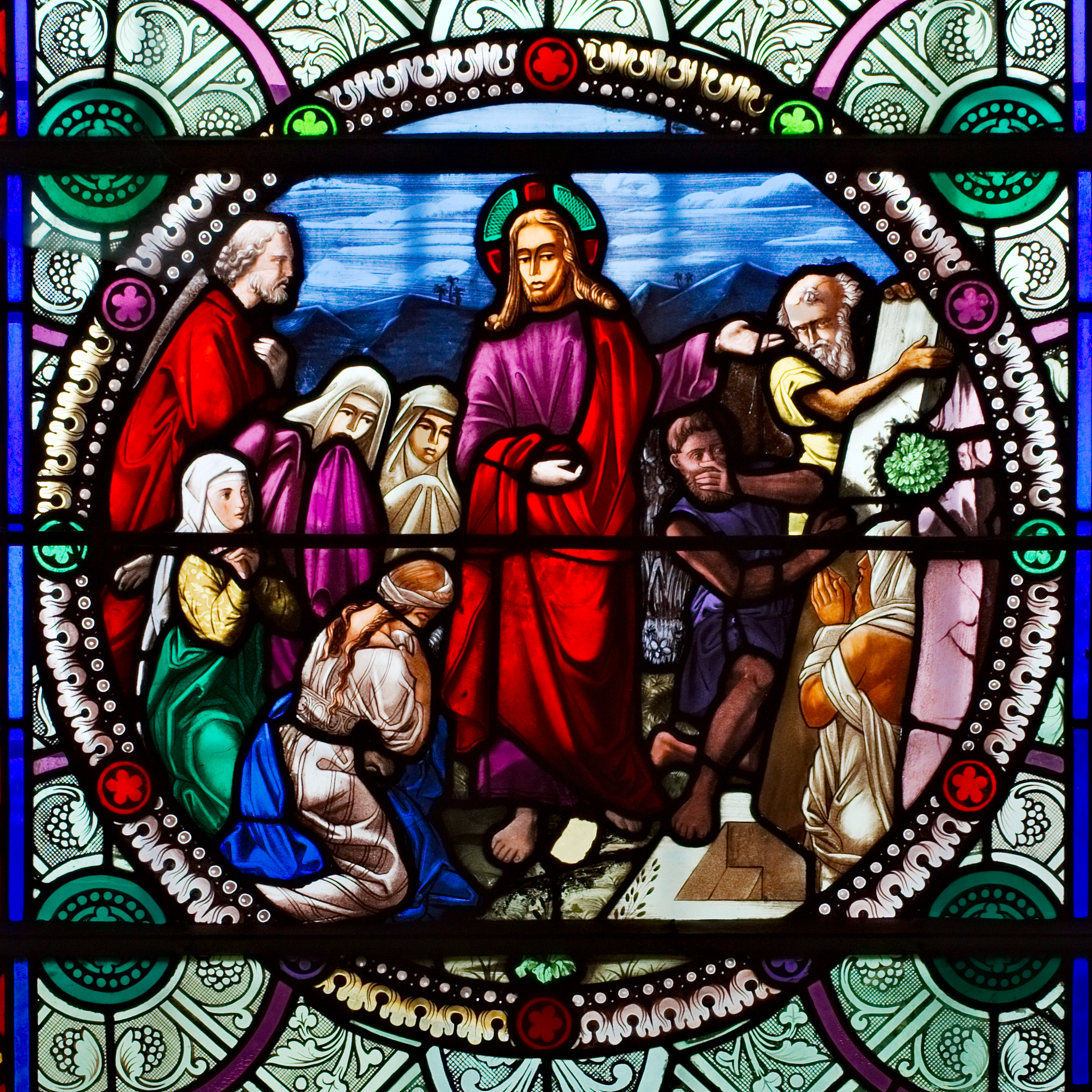
Vitrail représentant La résurrection de Lazare, Jésus rend la vie à un mort, dans l’église Saint-Sulpice à Breteuil-sur-Iton.
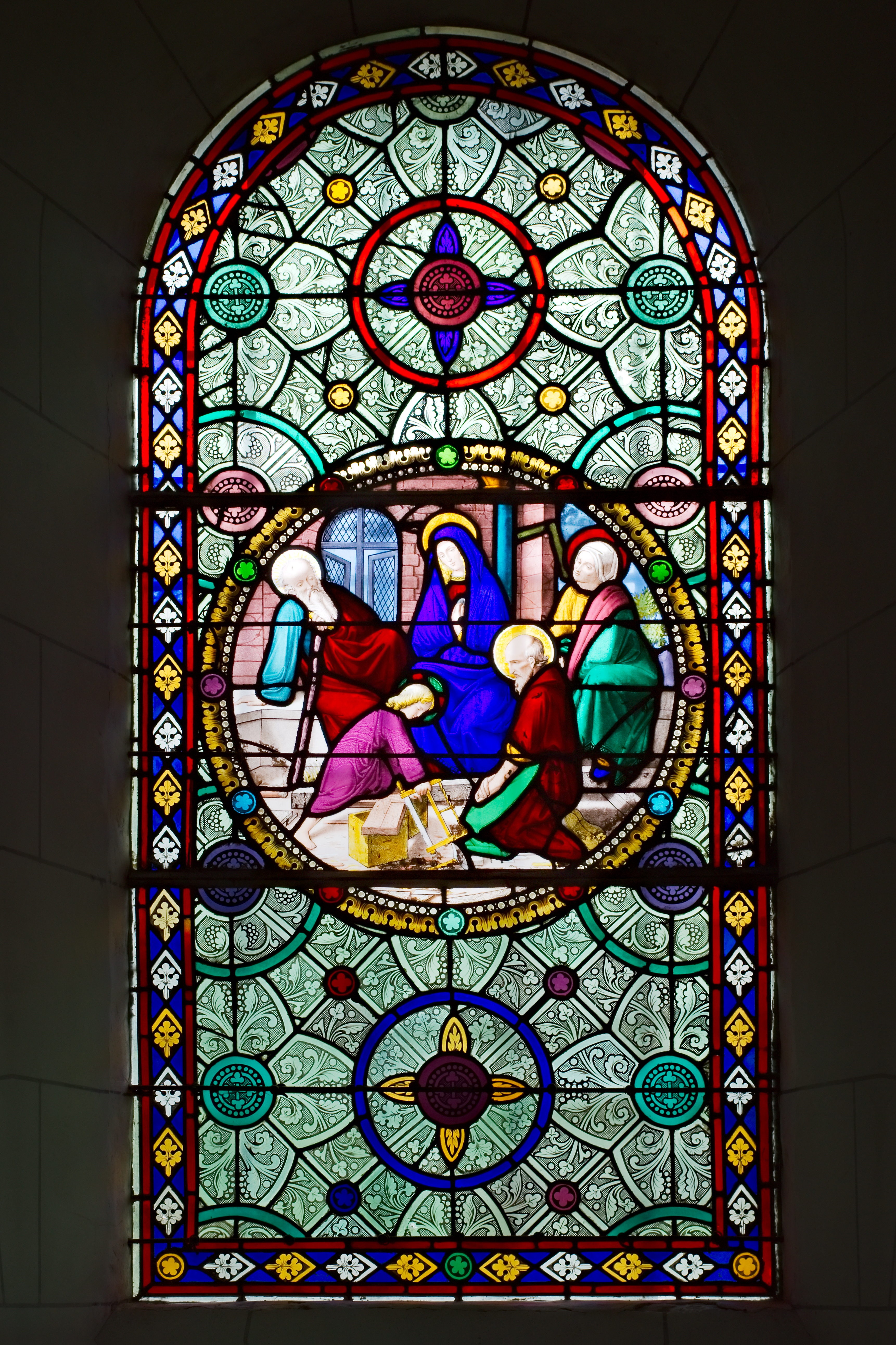
Vitrail représentant l’enfance de Jésus, la sainte famille, dans l’église Saint-Sulpice à Breteuil-sur-Iton.
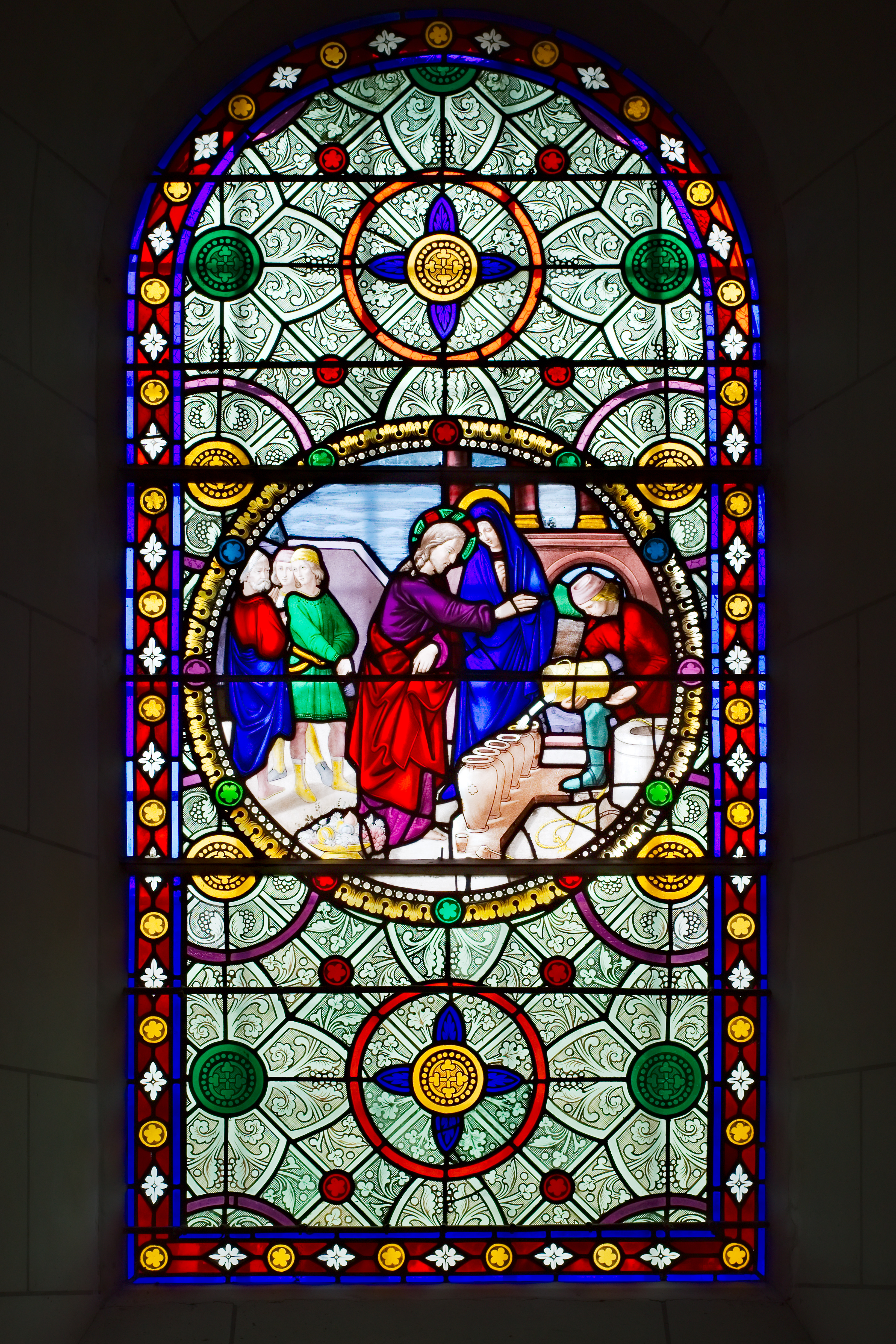
Vitrail représentant les noces de Cana, le premier miracle de Jésus, l’eau changée en vin, dans l’église Saint-Sulpice à Breteuil-sur-Iton.
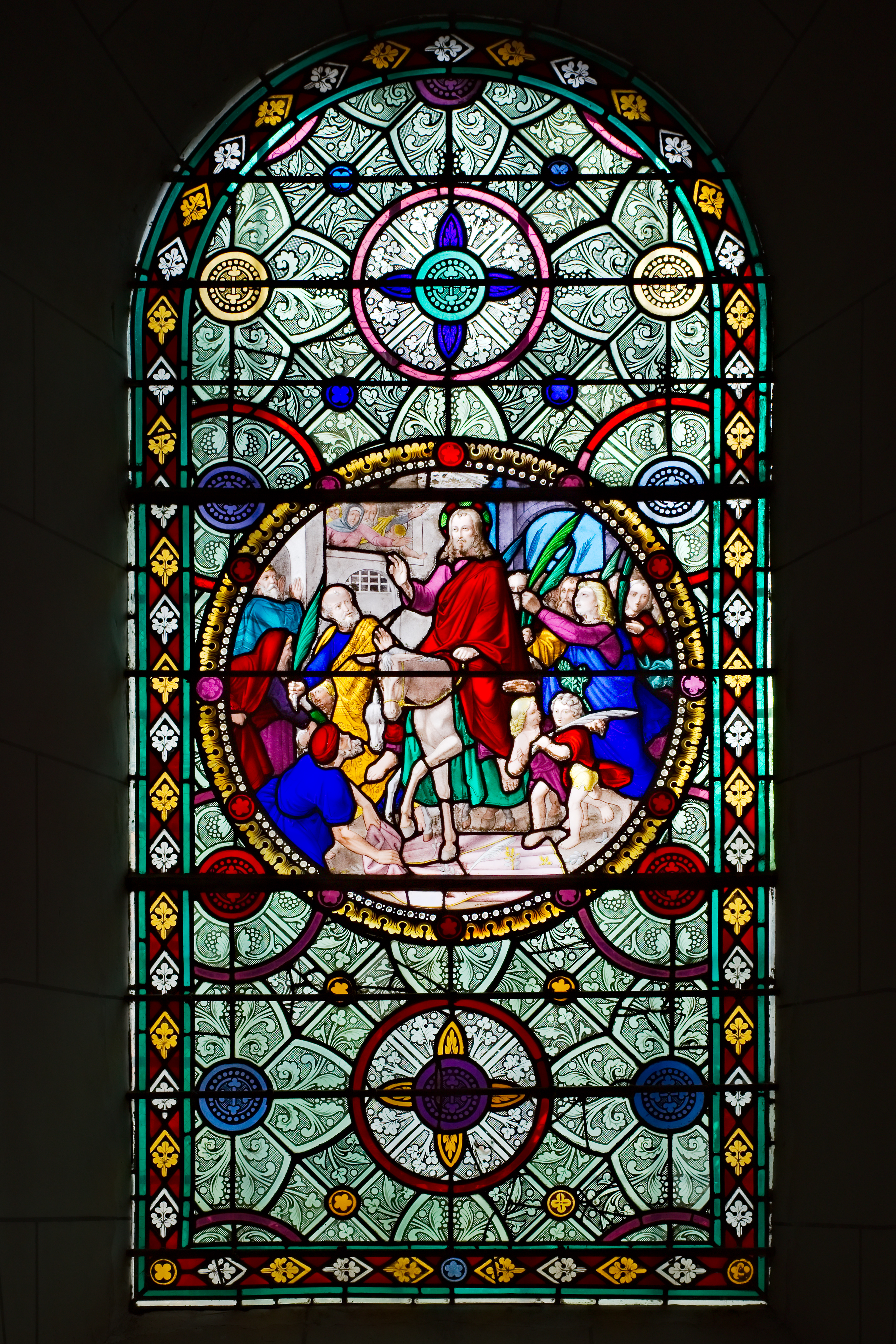
Vitrail représentant L’entrée triomphale de Jésus à Jérusalem, les Rameaux, dans l’église Saint-Sulpice à Breteuil-sur-Iton.
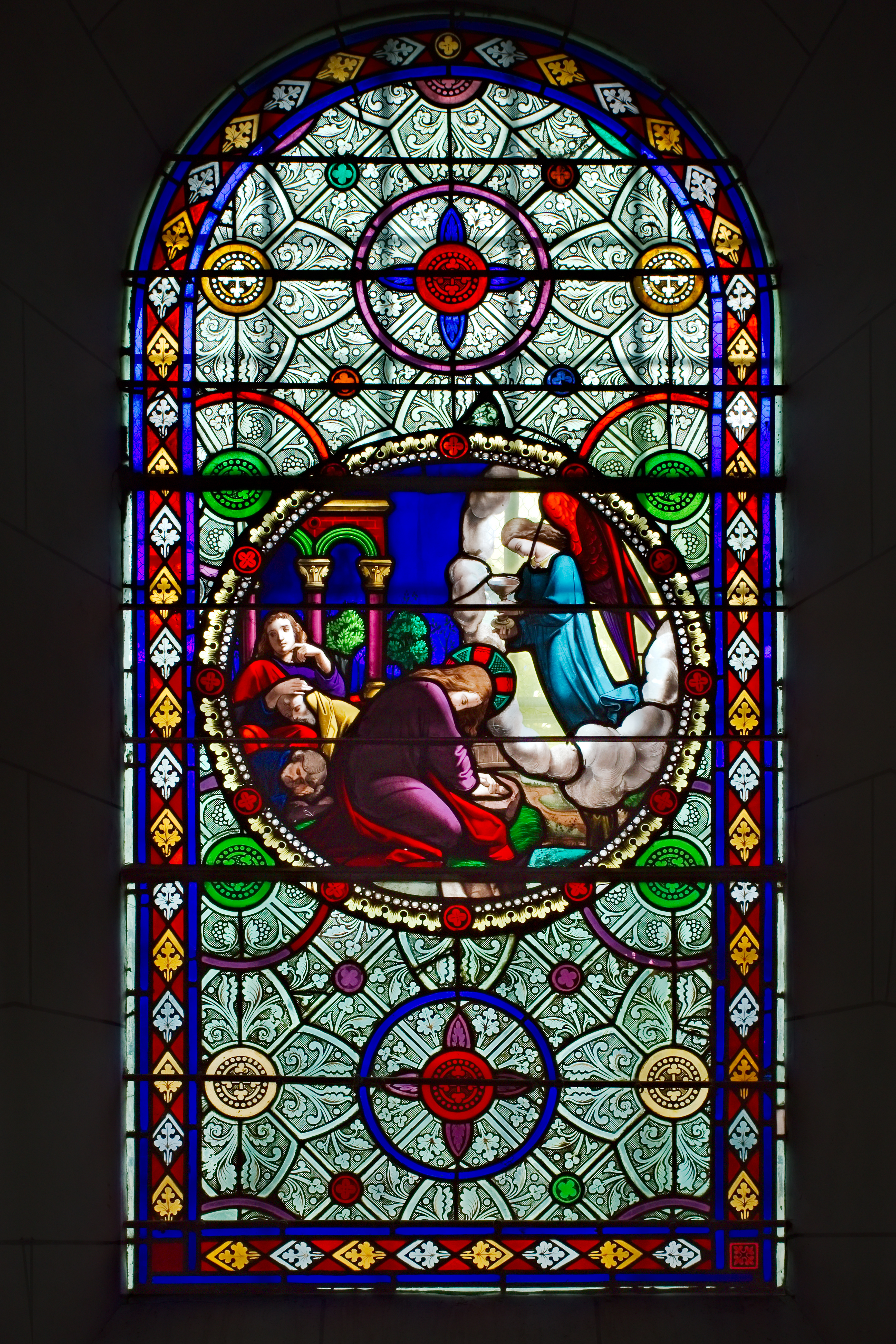
Vitrail représentant Jésus au jardin des oliviers ou Gethsémanie, dans l’église Saint-Sulpice à Breteuil-sur-Iton.

- La mairie[14], inscrit au titre des monuments historiques en 2001.
- La motte féodale, construite vers 1054 sous l'impulsion du duc de Normandie Guillaume II le Bâtard[15]. Il ne reste que quelques vestiges de cette fortification. La fortification était à l'époque du duc Henri la possession de Robert de Leicester († 1168)[16]. Une étude archéologique est proposée en vue de fouilles[Quand ?].
- Le site archéologique « Le Chemin de Conches »[17], groupe de Villeneuve-Saint-Germain, Néolithique ancien.
- Le buste du baron Jacques Laffitte, érigé sur la place du même nom par la municipalité en reconnaissance de ce bienfaiteur de Breteuil-sur-Iton. La sculpture a été inaugurée en juin 2006. Ce buste a été fondu grâce à un moule fabriqué à partir d'un exemplaire se trouvant au musée du Louvre.
- Ensemble de maisons à colombages.
- Le musée Vie et métiers d'autrefois, qui présente plus de 7 000 objets[18].

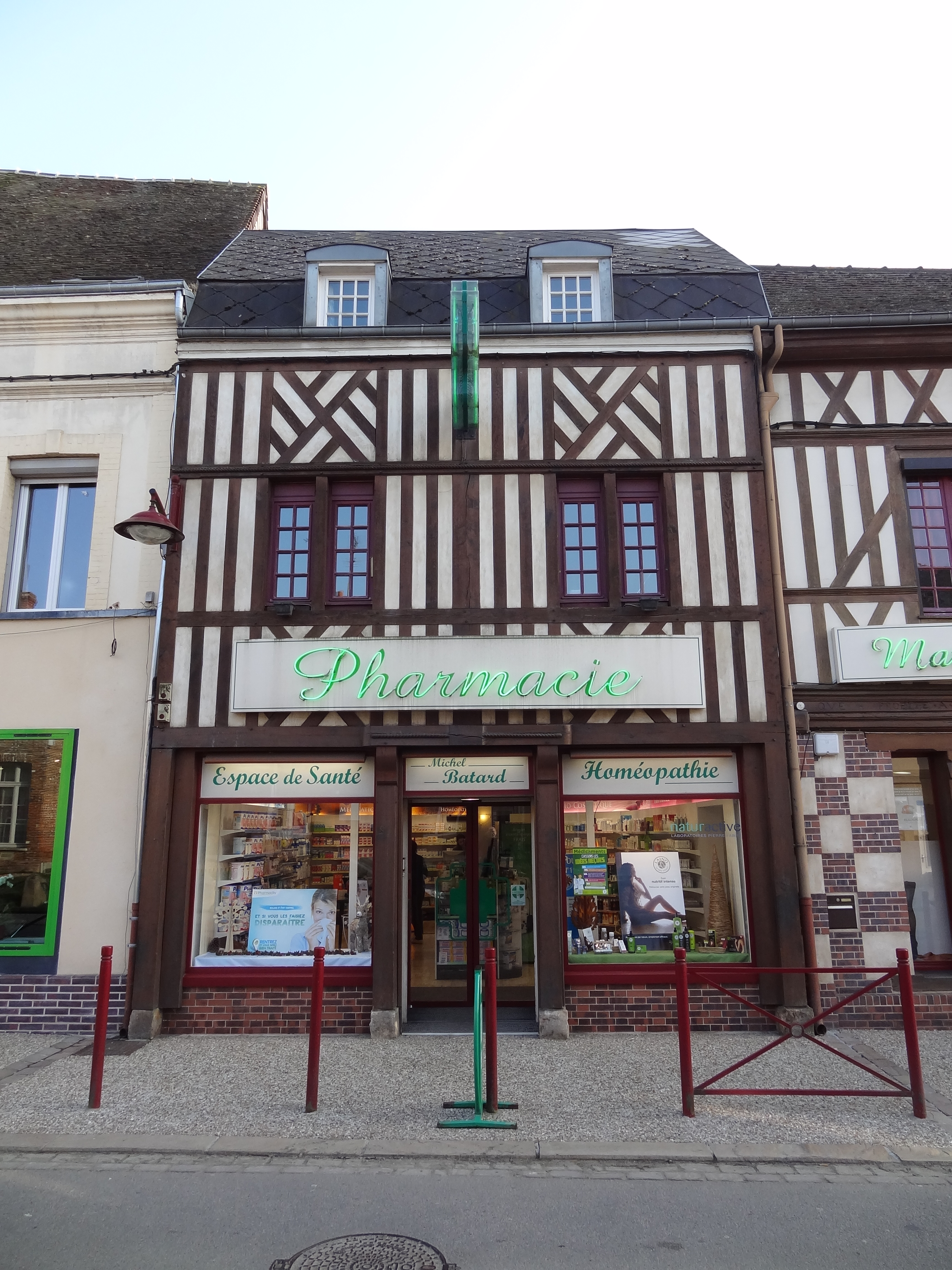
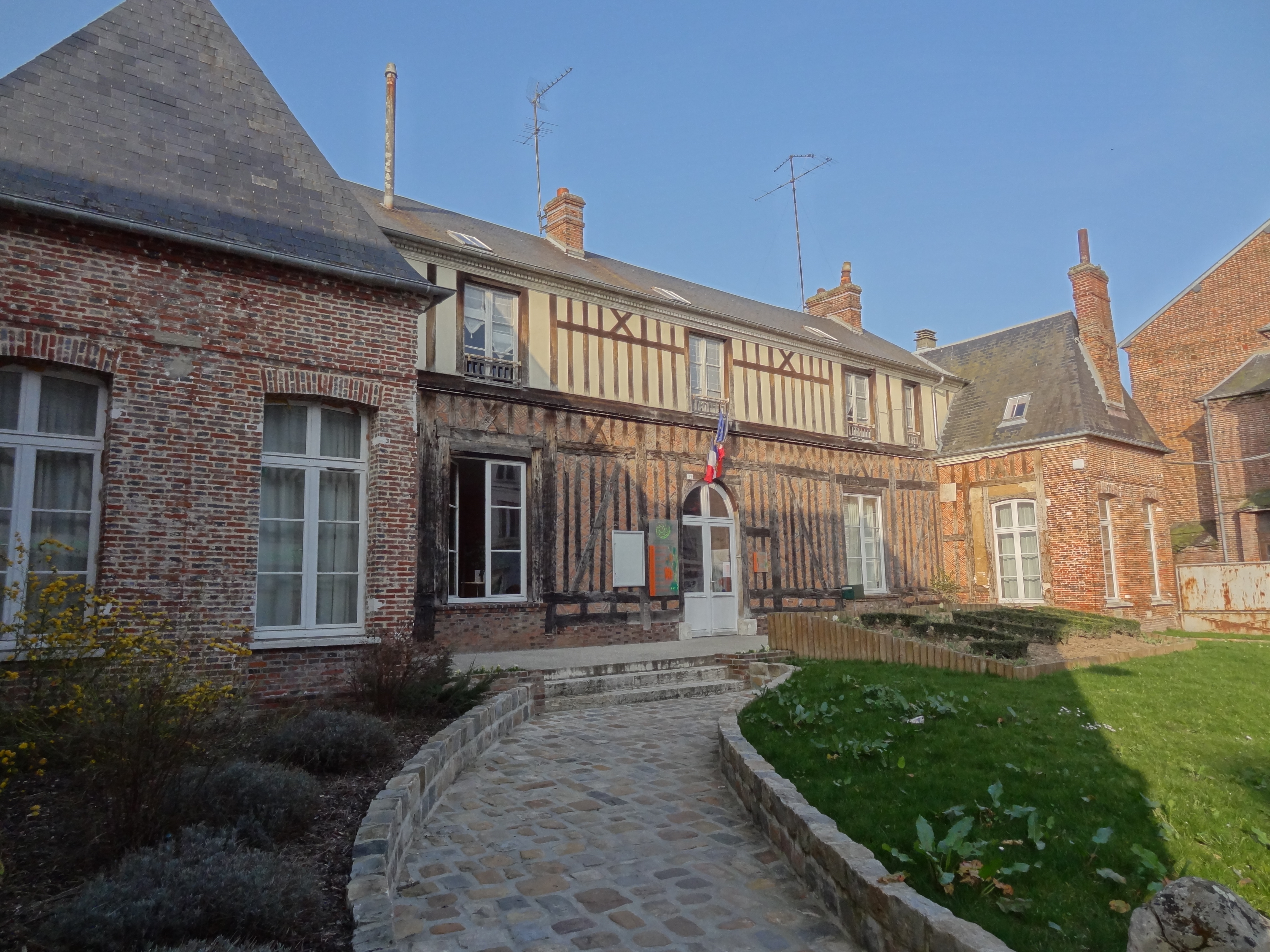
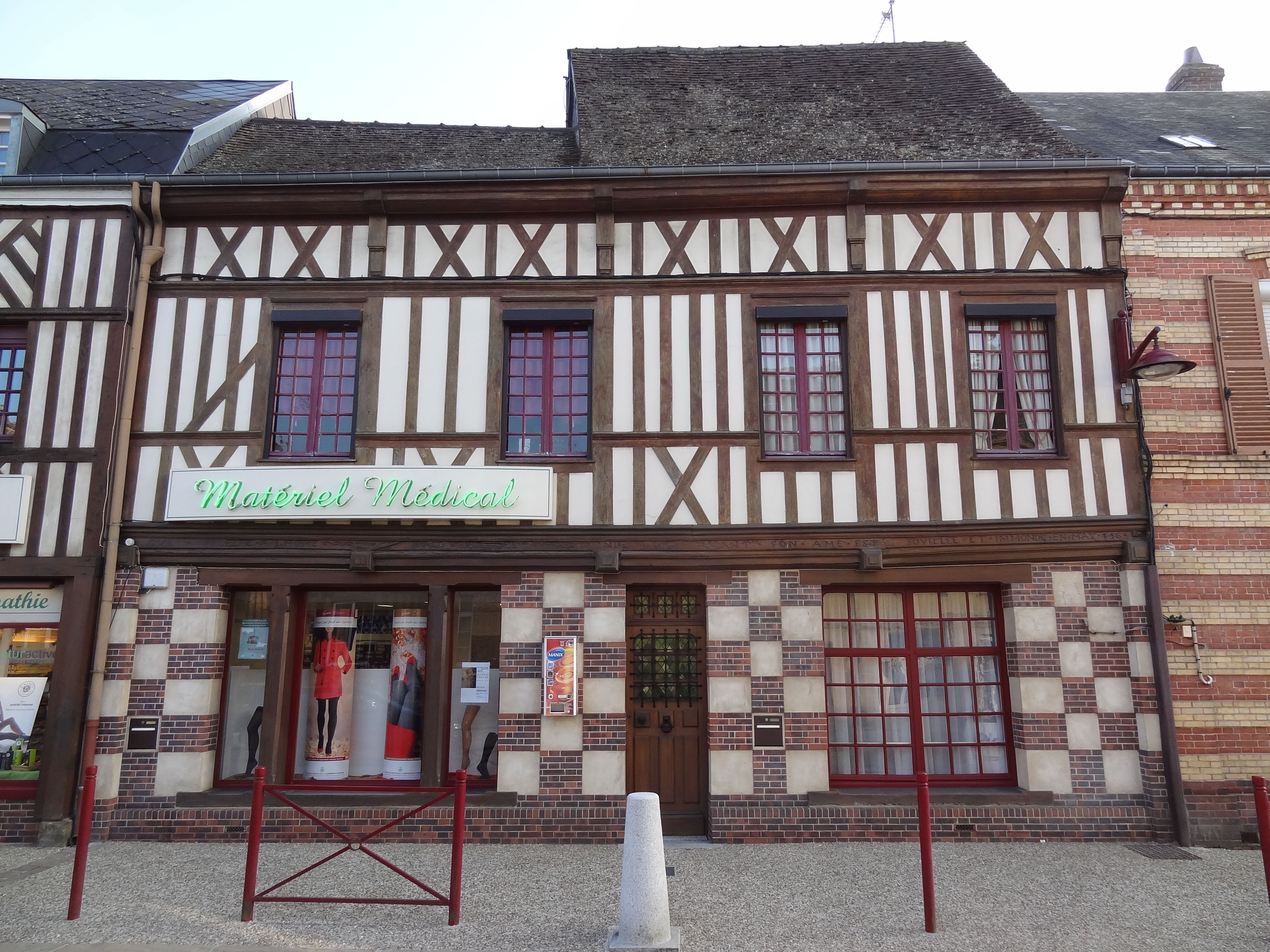
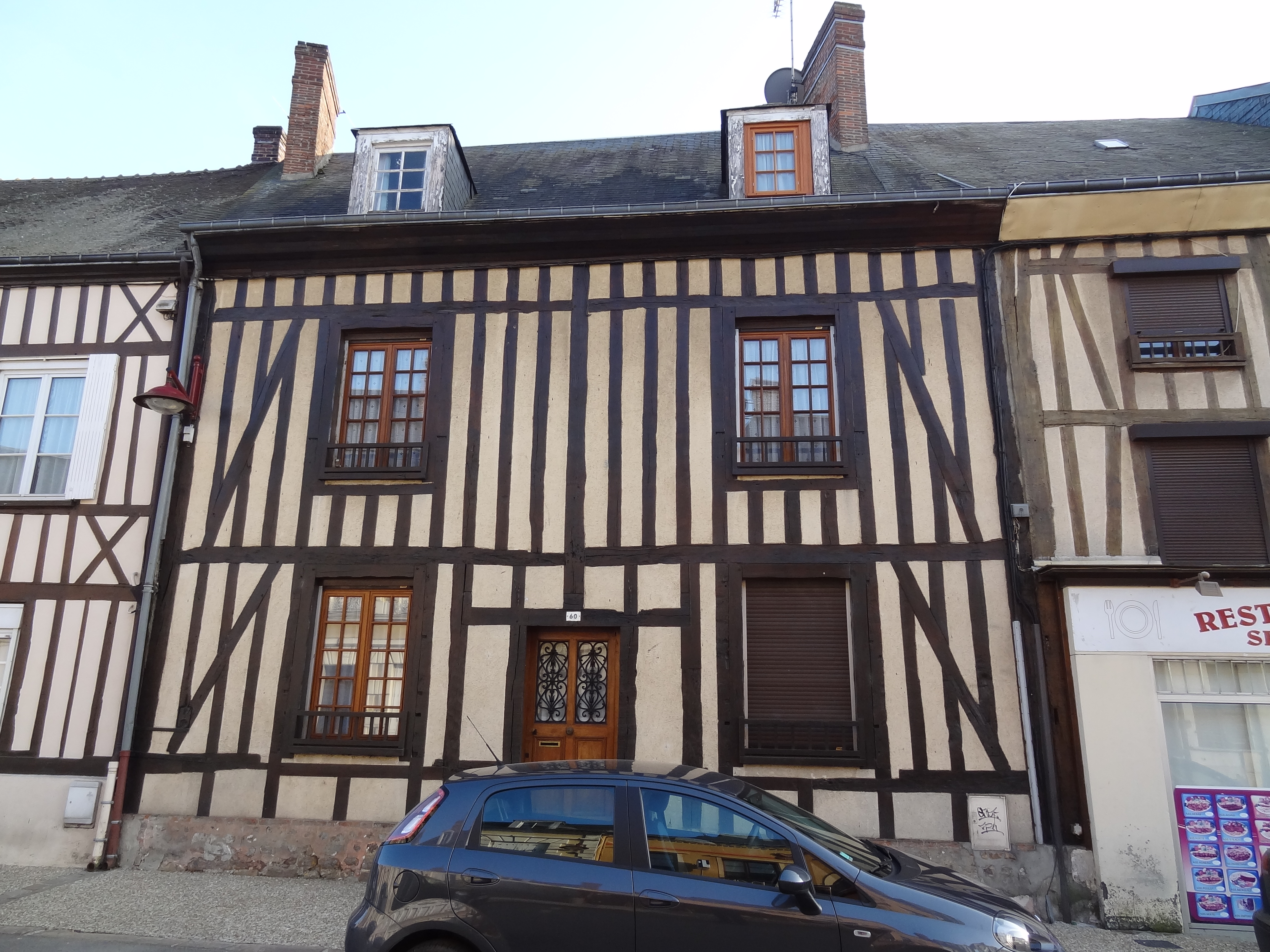

## Enseignement
- École maternelle « Maurice Duchossoy »
- École primaire « Guy de Maupassant »
- École primaire « Jacques Prévert »
- Collège « Évariste Galois »

## Équipements sportifs
- Gymnase, salle multisport : tennis, basket-ball, handball...
- Salle d'arts martiaux et de gymnastique : judo, karaté...
- Stade municipal Jean Marais : football, athlétisme...

## Personnalités liées à la commune
- Guillaume le Conquérant est né à Falaise vers 1027 et mort à Rouen le 9 septembre 1087. En 1054, Breteuil est une place fortifiée où Guillaume le Bâtard, alors duc de Normandie, fait ériger une motte féodale en 1055.
- Guillaume Fitz Osbern dit Guillaume de Crépon : fidèle de Guillaume le Conquérant, généreux donateur de l'église Saint-Sulpice au XIe siècle.
- A.-F.-Thomas Le Vacher de la Feutrie (1738-1824), médecin et lexicographe.
- Jacques Laffitte (1767- 1844), banquier, ministre et président du conseil de Louis-Philippe, propriétaire de la forêt de Breteuil de 1826 à 1830 et bienfaiteur de la commune de Breteuil.
- Paul Henry Floch, un des martyrs de Vingré, né le 31 juillet 1881 à Breteuil-sur-Iton. Il était greffier de justice de paix à Breteuil. Il a été fusillé le 4 décembre 1914 à Vingré.
- Agnès et Bernardus Zoetelief-Tromp, agriculteurs, sont reconnus Justes parmi les nations par le Yad Vashem pour avoir sauvé deux enfants Juifs à Breteuil pendant la Seconde Guerre mondiale[19].
- Serge Klarsfeld y possède une résidence secondaire.